# 序列

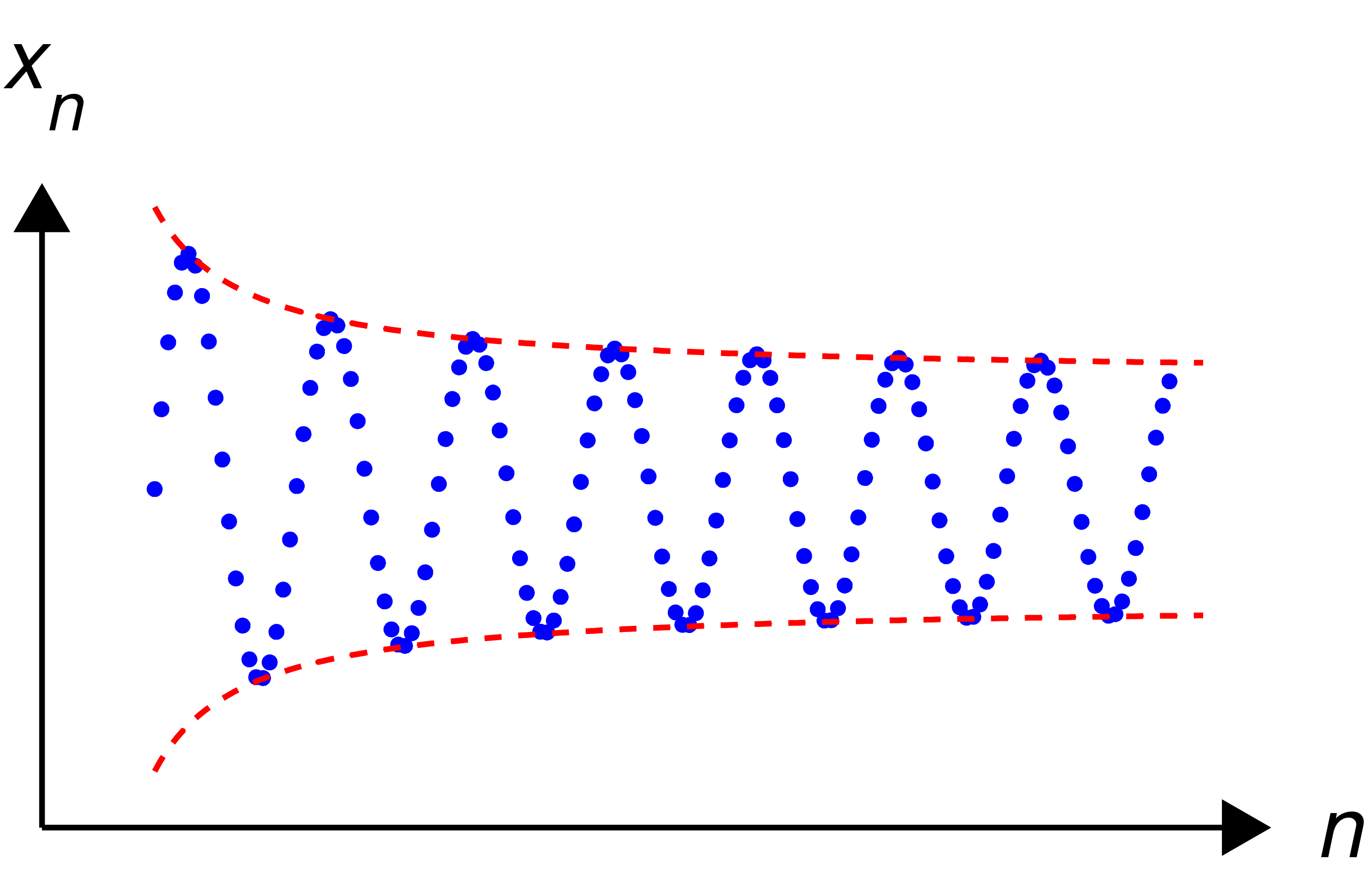
一个实数的无限序列（蓝色）。这个序列既不是递增的也不是递减的更不是收敛的，但它是有界的。

序列（英語：Sequences）在数学中是指被排成一列的數學實體（如數字、函數），其中常见的就是排成一列的数，即数列。

## 正式定义
{\displaystyle S} 是一個集合，那
- 函数 {\displaystyle f:\mathbb {N} \to S} 被稱為「定義在 {\displaystyle S} 上的 無窮序列」。而函數值 {\displaystyle f(i)} 可簡記為 {\displaystyle f_{i}}，甚至函數 {\displaystyle f} 本身也可記為 {\displaystyle {\{f_{i}\}}_{i\in \mathbb {N} }}。
- 給定一個正整數 {\displaystyle n\in \mathbb {N} } ，那函数 {\displaystyle g:\{1,\,2,...,\,n\}\to S} 被稱為「定義在 {\displaystyle S} 上的 有限序列」。通常將 {\displaystyle g(j)} 簡記為 {\displaystyle g_{j}}，且 {\displaystyle g} 本身也記為 {\displaystyle {\{g_{j}\}}_{j=1}^{n}}。
- 函數{\displaystyle h:\mathbb {Z} \to S}  被称為「定義在 {\displaystyle S} 上的 双无限序列」。

直觀上就是用數碼去標記一列數學實體（如數字、函數）。

## 例子和符号
例如，(C,Y,R)是一个字母的序列：顺序是C第一，Y第二，R第三。序列可以是有限的（就像前面这个例子），也可以是无限的，就像所有正偶数的序列（2,4,6,...）。有限序列包含空序列，它没有元素。序列中的元素也称为项，项的个数（可能是无限的）称为序列的长度。

## 序列的形式和性质
- 一个给定序列的子序列是从给定序列中去除一些元素，而不改变其他元素之间相对位置而得到的。
- 若序列的项属于一个偏序集，则单调递增序列就是其中每个项都大于等于之前的项；若每个项都严格大于之前的项，这个序列就是严格单调递增的。类似可定义单调递减序列。单调序列是单调函数的一个特例。
- 由整数组成的序列称为整数列；由多项式组成的序列称为多项式列。
- 若S具有拓扑，那么就可以讨论S中的无限序列的收敛。请详见極限。
- 由数组成的序列称为数列；由数列的部分和组成的序列称为级数，例如：

{\displaystyle {\frac {1}{2}}+{\frac {1}{4}}+{\frac {1}{8}}+{\frac {1}{16}}+\cdots +{\frac {1}{2^{n}}}=1-{\left({\frac {1}{2}}\right)}^{n}={\frac {2^{n}-1}{2^{n}}}.}

## 应用

### 计算机领域
有限的序列称为列表（lists）。有限的字符串序列称为字符串（string）。无限的序列称为字符串流（stream）。

## 外部連結
- Hazewinkel, Michiel (编), , , Springer, 2001, ISBN 978-1-55608-010-4
- The On-Line Encyclopedia of Integer Sequences （页面存档备份，存于）
- Journal of Integer Sequences （页面存档备份，存于） (free)
- . PlanetMath.
- 整数数列在线大全